# Túpac Amaru I.
Túpac Amaru († 24. září 1572 Cusco) byl posledním z řady panovníků incké říše, vládl poslednímu nezávislému inckému území – Vilcabambě. Byl také bratrem předchozího inky Titu Cusi Yupanqui.

## Život

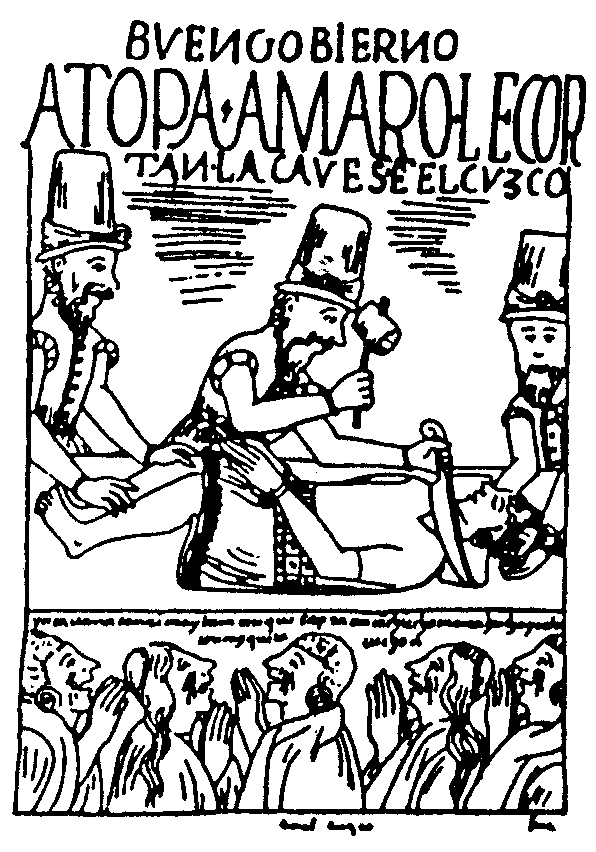
Poprava Túpaca Amarua na vyobrazení kronikáře Guamana Poma de Ayala

Za panování Túpaca Amarua španělský místokrál Peru Francisco de Toledo napadl a dobyl Vilcabambu pomocí expedičního sboru 250 Španělů a 2000 indiánů.
Túpac Amaru a jeho rodina byli zajati na útěku a odvedeni do Cusca. Inka zde byl soudcem Gabrielem Loarte odsouzen k trestu smrti. Túpac Amaru byl popraven stětím hlavy dne 24. září 1572 na náměstí v Cuscu. Tím zanikl poslední pozůstatek někdejší incké říše a conquista oblasti byla definitivně ukončena.
Poslední inka Túpac Amaru a poslední území mimo kontrolu Španělů byli brzy mytologizovány. Z Túpaca Amarua se stal symbol využívaný v politice dodnes. Když na sklonku 18. století propuklo do té doby nejzávažnější protišpanělské povstání v Peru, jeho vůdce José Gabriel Condorcanqui, přijal jméno Túpac Amaru II.
Podobně toto jméno ke své legitimizaci využíval v letech 1968–1975 režim vojenské junty prezidenta Juana Velasca Alvarada. V 80. a 90. letech 20. století v Peru dokonce fungovala teroristická organizace s názvem Revoluční hnutí Túpac Amaru (Movimiento Revolucionario Túpac Amaru).